# Гедлі (Нью-Йорк)
Гедлі (англ. Hadley) — місто (англ. town) в США, в окрузі Саратога штату Нью-Йорк. Населення — 1976 осіб (2020).

## Демографія
Згідно з переписом 2010 року, у місті мешкало 2048 осіб у 807 домогосподарствах у складі 585 родин. Було 1059 помешкань
Расовий склад населення:
| - 96,0 % — білих - 1,0 % — чорних або афроамериканців - 0,7 % — корінних американців - 0,3 % — азіатів - 1,0 % — осіб інших рас |

До двох чи більше рас належало 1,0 %. Частка іспаномовних становила 2,0 % від усіх жителів.
За віковим діапазоном населення розподілялося таким чином: 21,1 % — особи молодші 18 років, 62,8 % — особи у віці 18—64 років, 16,1 % — особи у віці 65 років та старші. Медіана віку мешканця становила 43,6 року. На 100 осіб жіночої статі у місті припадало 99,6 чоловіків;  на 100 жінок у віці від 18 років та старших — 96,5 чоловіків також старших 18 років.
Середній дохід на одне домашнє господарство  становив 71 709 доларів США (медіана — 58 750), а середній дохід на одну сім'ю — 80 038 доларів (медіана — 64 318). Медіана доходів становила 52 750 доларів для чоловіків та 36 912 долари для жінок. За межею бідності перебувало 5,3 % осіб, у тому числі 4,3 % дітей у віці до 18 років та 5,0 % осіб у віці 65 років та старших.
Цивільне працевлаштоване населення становило 761 особа. Основні галузі зайнятості: освіта, охорона здоров'я та соціальна допомога — 25,8 %, роздрібна торгівля — 12,9 %, будівництво — 10,5 %, науковці, спеціалісти, менеджери — 10,1 %.